# Hasznos Könyvtár
A Hasznos Könyvtár a brassói Általános Gazdasági és Ipari Szövetkezet (ÁGISZ) közművelődési szakosztálya kiadásában, a Bodor-nyomdában 1935 októbere és 1939 márciusa között megjelent könyvsorozat. Létrehozója és szerkesztője gyakorlatilag Kacsó Sándor volt, aki mellett – részben ténylegesen, részben névlegesen – egy szerkesztőbizottság állott. Az eredeti cél egy 1933 decemberében kibocsátott felhívás szerint (aláírói Elekes György brassói újságíró, Kacsó Sándor és Kőrösi Krizsán Sándor, a Brassói Lapok szerkesztői és Szécsi Sándor brassói református középiskolai tanár) egy falumonográfia-sorozat kiadása lett volna, amely Orbán Balázs elgondolását kívánta az új helyzet követelményeinek megfelelően kibővítve feleleveníteni. A felhívás szerint: „Fel kell mérni az erdélyi magyarság helyzetét egy új és a mai viszonyoknak megfelelő monográfia elkészítésével.” Úgy tervezték, hogy a füzetek előkészítését és terjesztését a munkatársak szövetkezete végezze. A szándék azonban már az első lépéseknél elakadt, ugyanis a vidéki gyűjtő-kezdeményezők egyike-másika kémkedés gyanújába került a helyi csendőrség szemében.
Már kézzelfoghatóbb előzmény volt az 1934 tavaszán megjelent Anyanyelvünk című kötet, amely a nyelvművelés gyakorlati szükségleteihez és hazai igényeihez kapcsolva közölte újra és bővítette ki a Kosztolányi Dezső nevéhez fűződő Pesti Hírlap Nyelvőrét. A könyv sikere bátorítólag hatott a vállalkozás tervét melengetőkre, s hamarosan az elvi iránymutatást is megtalálták – Kacsó Sándor visszaemlékezései szerint – Balázs Ferenc helikoni előadásában az irodalmi nevelés iskolán túli lehetőségeiről és követelményeiről. Ezt a tervet tovább bővítve vált véglegessé a könyvsorozat elképzelése, amelyről Kacsó Sándor a X. helikoni találkozón, 1935. június 28-án számolt be részletesen. E beszámoló jegyzőkönyvi szövege szerint: „...az ÁGISZ Hasznos Könyvtár címmel egy népkönyvtárat indítana meg, mely olyan könyveket adna ki, amilyenekre a falunak leginkább szüksége van. Olyan könyveket, amelyek amellett, hogy lelkiismeretesen szolgálják a magyar betűt, a reális életre segítenének.” A beszámolóból ismerjük a kiadványok terjesztésére vonatkozó – szintén közösségszervező – elképzeléseket is: ezek szerint a sorozat útjának a faluba való egyengetését „falugazdák” vállalnák, a könyvek egy részéből pedig falusi könyvtárakat létesítenének, amelyek gondozói láncszemek lennének a falu és a város között. A tervbe vett témák között „gazdasági, népegészségügyi, irodalmi ismeretterjesztő olvasmányok, együttélő népek ismerete, önmagunk ismerete” szerepelnek. Az elképzelések szerint füzetenként 1000 lej honoráriumot kívántak adni a szerzőknek s kb. füzetenként tízezres példányszámra számítottak.
A XI. helikoni találkozón egy év eredményeire visszatekintve Kacsó Sándor kilenc füzet megjelenéséről számolhat be, amelyek 6–8000-es példányszámban kerültek az olvasókhoz. A terjesztés munkájába 5–600 falugazda kapcsolódott be, s az összes szétküldött példányok száma 46 000 volt. A beszámolóban ugyanakkor az íróközösség fokozottabb támogatását kéri részben a vállalkozással szemben ellenséges szándékok ellensúlyozására (az Országos Magyar Párt és egyes egyházi szervezetek ugyanis baloldali propagandának igyekeztek beállítani a Brassói Lapok köréből kiindult kezdeményezést), másrészt konkrét segítséget kér egyes kéziratok átírására, nyomdakésszé tételére.
Az 1937 szeptemberében összeült XII. helikoni találkozón Kacsó Sándor már a ~ helyzetének rosszabbodásáról kénytelen beszámolni. A példányszám – a csökkenő érdeklődés miatt – 4–5000-re esett le, a kintlevőségek és adósságok összege 150 000 lejre nőtt. Még súlyosabb helyzet tárul fel az 1938 júliusában sorra kerülő XIII. helikoni találkozón adott beszámolóból, amely szerint a kintlevőségek és adósságok összege közel 200 000 lejre emelkedett, a megjelent 122 000 példánynak több mint egyharmada raktáron van, s a falugazdák száma is 129-re esett vissza. Itt mint reális lehetőségről már csak 2000-es átlagpéldányszámról van szó, s ezzel párhuzamosan a megjelenések száma is jelentősen csökkent: az 1936. évi 11 füzettel szemben 1937-ben már csak 6, 1938-ban pedig mindössze 2 füzet hagyta el a nyomdát. Végül az 1939. évi egyetlen (kettős) füzettel a Hasznos Könyvtár meg is szűnt. A vállalkozás kudarcát a kortársak több irányban keresték. A politikai ellentétek mellett azonban – amelyek akkor meglehetősen széttagolták a vidék magyar értelmiségét – s a szervezés bizonyos illúziós elképzelésein kívül kétségtelenül szerepet játszott az is, hogy a különböző közületek támogatása (a helikoni íróközösségé, az Erdélyi Fiataloké) jórészt nyilatkozatokban, ígéretekben merült ki. A Helikon Kacsó Sándorból, Makkai Sándorból, Kádár Imréből, Kós Károlyból és Kemény Jánosból álló, 1935 júniusában létrehozott bizottsága éppúgy nem jelentett hathatós segítséget, mint az Erdélyi Fiataloké, akik 1936 elején Bíró Sándort, Debreczeni Lászlót, Jancsó Bélát és László Dezsőt delegálták Szentimrei Jenő és Kacsó Sándor mellé a szerkesztőbizottságba s a "saját feladatukká" kívánták tenni a Hasznos Könyvtár ügyét. Szerepet játszott az érdeklődés ellanyhulásában az is, hogy a megjelent füzetek között kevés volt a falusi nép érdeklődésének felkeltésére alkalmas szépirodalmi olvasmány.
Megjelenésének három és fél éve alatt a Hasznos Könyvtár három sorozatában 23 füzetben összesen 23 cím jelent meg, közülük egy 1936-ban 2. kiadásban is (Bodor Kálmán: A háromholdas kisgazdának is meg kell élnie). A szerkesztőség szándéka szerint a három sorozat füzetei váltakozva követték egymást, később ez a rend is megingott: 1937-ben a Gazdasági Sorozatban 2, az Egészségügyi Sorozatban 1, a Közművelődési Sorozatban 3 füzet jelent meg, 1938–39-ben pedig a három sorozat mindössze 1–1 címmel tudott szerepelni.
A Gazdasági Sorozat füzetei közül kettő általános gazdasági kérdésekkel foglalkozott (Bodor Kálmán füzete; Halász Sándor: Amíg a búzából pénz lesz. A világpiaci búzaárak kialakulásának rejtélyei), öt füzet egy-egy jövedelmező ágazat, ill. termelési mód rövid ismertetését nyújtotta (Blénessy Károly és Kacsó Sándor a méhészetről, Lőrinczi László és Kakassy Endre a tyúktenyésztésről, Kleisl Gyula a gyümölcsfák rovarkártevői elleni védekezésről; Atzél Ede a korszerű trágyázásról, Cs. Boróczi Erzsébet a konyhakertről írt), egy füzet pedig (Szilágyi Zoltán tollából) a hazai emlősállatok összefoglaló bemutatására vállalkozott.
Az Egészségügyi Sorozat füzetei közül három általános higiéniai témákat tárgyalt (Bakk Elek: Rajtad is múlik, hogy beteg ne légy; Herskovits János: Ismerd meg a fertőző betegségeket, hogy védekezni tudj ellenük; Jancsó Béla: Az emberiség jótevői. Harc az ember legapróbb, de legveszedelmesebb ellenségei ellen), a többi szerző gyakorlati tanácsokat adott a csecsemőgondozásról (Kacsó László és Jancsó Béla), a baleset-megelőzésről és elsősegélynyújtásról (Parádi Ferenc), a maláriáról (Bódis Gáspár) és két kötetben a vérbajról (Schmidt Béla).
A Közművelődési Sorozat füzeteinek egy része olvasnivalót kínált: Mikes Kelemen leveleit, Berzsenyi Dániel verseit, Petelei István novelláit és székely népmeséket Tamási Áron, Finta Gerő, Szentimrei Jenő és Berde Mária bevezetőivel, más kötetekben csak népszerű életrajz jelent meg:Halász Gyuláé Petőfiről, Bíró Sándoré II. Rákóczi Ferencről, Paál Árpádé Kölcseyről. Végül a sorozat egyetlen füzete (Gál Vilmos: A csillagok világa) általános ismeretterjesztő jellegénél fogva került ide.

## További irodalom
- Jancsó Béla: Falu-monográfiák. Erdélyi Fiatalok 1934/2; újraközölve Irodalom és közélet. 1973. 317–20.
- Kacsó Sándor: Fogy a virág, gyűl az iszap. 1974. 459–471, 526–532, 546–551, 605–611. – HLev. II. 51–54, 95–105, 187–189, 199–201.